# Bathyctena chuni
Bathyctena chuni är en kammanetart som först beskrevs av Moser 1909.  Bathyctena chuni ingår i släktet Bathyctena och familjen Bathyctenidae. Inga underarter finns listade i Catalogue of Life.